# Goh Keng Swee

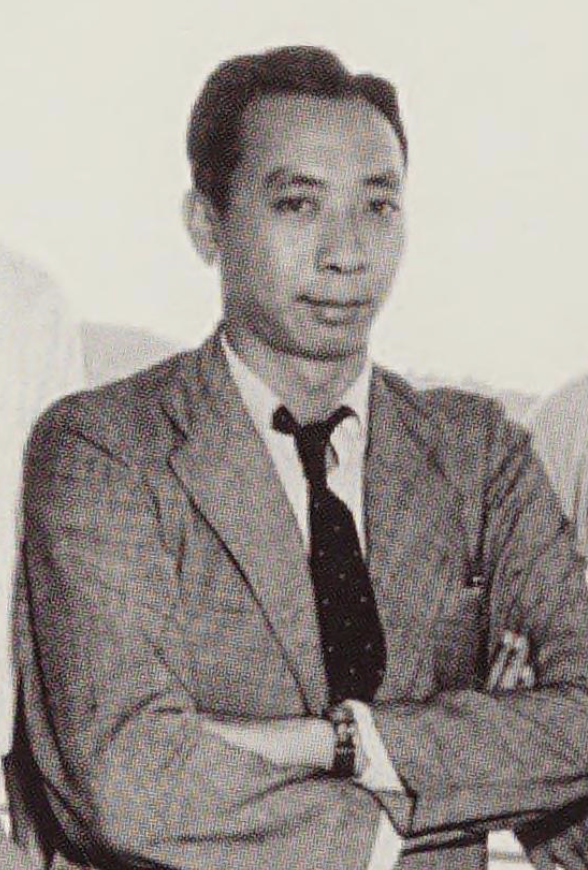
Goh Keng Swee (1948)

Goh Keng Swee (* 6. Oktober 1918 in Malacca; † 14. Mai 2010 in Singapur) war ein singapurischer Politiker (PAP).
Goh war von 1965 bis 1967 Minister für Inneres und Verteidigung und von 1959 bis 1970 Minister für Finanzen. Goh Keng Swee war zweiter stellvertretender Premierminister von 1968 bis 1984.
Im Jahr 1972 erhielt er den Ramon-Magsaysay-Preis. 1980 bis 1985 war Goh Vorsitzender der Monetary Authority of Singapore.